# Giovanni Pietro Delfino
Giovanni Pietro Delfino OSA († etwa 1580) war ein römisch-katholischer Geistlicher in Griechenland.
Papst Pius IV.  ernannte ihn am 27. März 1560 zum Bischof von Cefalonia e Zante. Um 1574 gab er sein Amt ab. Am 14. Juli 1574 wurde Paolo del Grasso CRL zu seinem Nachfolger ernannt.